# Memphis 901 FC
El Memphis 901 Football Club fue un equipo de fútbol de Estados Unidos de la ciudad de Memphis, Tennessee. Jugó  en la USL Championship entre 2019 y 2024.

## Historia
Fue fundado el 8 de enero de 2018 en la ciudad de Memphis, Tennessee como uno de los equipos de expansión en la USL Championship para la temporada 2019.
El club era propiedad de Peter Freund, dueño principal de Trinity Sports Holdings, empresa dueña de varios equipos de béisbol de ligas menores; Craig Unger y el exportero de la selección nacional Tim Howard.
Tim Mulqueen fue elegido como el primer entrenador en la historia del club para la temporada 2019.
Su primer partido fue 9 de marzo contra el Tampa Bay Rowdies por la primera jornada de la USL Championship 2019, de local en el AutoZone Park ante 8.062 espectadores, estadio que no acogía un encuentro de fútbol profesional desde 1994. Memphis perdió por la mínima ante Tampa Bay. El 24 de marzo el club consiguió su primera victoria, fue por la tercera jornada de la temporada 2019 sobre el Bethlehem Steel FC (USL Pro), de visita por 1-0.
El 13 de noviembre de 2024, se anunció que el club sería disuelto y los derechos de la USL, transferidos al club Santa Barbara Sky FC.

## Estadio
El club disputaba sus encuentros de local en el AutoZone Park, en Memphis, un estadio de béisbol que también es la casa de los Memphis Redbirds de las Ligas Menores de Béisbol. Tiene una capacidad de 10.000 espectadores.

## Clubes Afiliados
- Dagenham & Redbridge F.C..[8]